# Austin 1800
O  Austin 1800  é um modelo de porte médio da British Motor Corporation.